# Венсьори
Венсьори (пол. Węsiory, нім. Wensiorry. 1942-45: Wensern) — село в Польщі, у гміні Суленчино Картузького повіту Поморського воєводства.
Населення — 856 осіб (2011).
У 1975-1998 роках село належало до Гданського воєводства.

## Демографія
Демографічна структура станом на 31 березня 2011 року:
|          | Загалом | Допрацездатний вік | Працездатний вік | Постпрацездатний вік |
| -------- | ------- | ------------------ | ---------------- | -------------------- |
| Чоловіки | 414     | 121                | 253              | 40                   |
| Жінки    | 442     | 124                | 242              | 76                   |
| Разом    | 856     | 245                | 495              | 116                  |